# Downbeat (muziek)
De downbeat is de eerste tel van een maat. De naam is afkomstig van de beweging die de dirigent maakt met de hand of de baton wanneer hij of zij deze tel aangeeft.
In veel westerse traditionele en klassieke muziek is de downbeat een zwaar maatdeel, bijvoorbeeld bij de mars en de wals. In andere muziekstijlen, zoals jazz en veel Latijns-Amerikaanse muziek is dit niet het geval en wordt de term frequenter gebruikt om een bijzondere situatie met betrekking tot het, in dit geval, lichte maatdeel aan te geven.